# Réunionvalk
De réunionvalk (Falco duboisi) is een roofvogel uit de familie der valken (Falconidae). Het is een uitgestorven endemische vogelsoort van het eiland Réunion. De vogel is bekend door fossielen die in 1994 werden onderzocht en er zijn (niet zo duidelijke) beschrijvingen uit 1671/1972.